# Irma Gramatica
Irma Gramatica, all'anagrafe Maria Francesca Gramatica (Fiume, 25 novembre 1867 – Tavarnuzze, 14 ottobre 1962), è stata un'attrice italiana.
Ebbe due sorelle, Emma e Anna, anche loro famose attrici.

## Biografia
Nata Maria Francesca ma chiamata Irma sin dall'infanzia, come in uso nella Carnia, dove si trasformava in Irma tutte le bambine battezzate Maria Francesca. Figlia di Domenico Gramatica e dell'istriana Cristina Bradil, rispettivamente suggeritore e sarta della compagnia di Luigi Monti, debuttò sulle scene a cinque anni nel dramma Cause ed effetti di Paolo Ferrari e subito dimostrò enormi possibilità. Da ragazzina recitò accanto ai grandi attori del momento come Cesare Rossi, Giacinta Pezzana, Flavio Andò ed Eleonora Duse affiancandoli nella Fedora di Victorien Sardou; con essi prese parte a una importante tournée in Sudamerica, dove iniziano a manifestarsi i primi sintomi di squilibrio: Irma tentò infatti il suicidio mangiando frutta esotica contaminata da febbre gialla. Il motivo è sconosciuto ma legato a difficoltà legate a un grande dolore interiore, di origini non sentimentali.
A diciassette anni sposò l'attore Arnaldo Cottin da cui ebbe un figlio l'anno successivo. Con Cottin tornò, due anni dopo, in Argentina; durante la tournée, il bambino - che avevano lasciato in Italia - morì. L'episodio sancì la separazione tra la Gramatica e il marito. Rimasta in Argentina, l'attrice contrasse una meningite da cui si salvò rimanendo però anemica e debilitata da un intenso esaurimento nervoso che la portarono a una profonda depressione, iniziando a percepire la sua esistenza come un peso insopportabile.

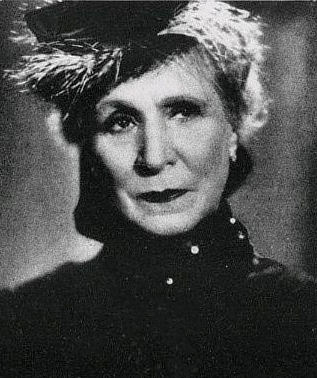
Irma Gramatica

Tornata in Italia, nel 1892 divenne prima attrice giovane nella Compagnia di Italia Vitaliani e Vittorio Salsilli e nel 1895 entrò nella formazione di Napoleone Mozzidolfi, dove fu diretta da Alessandro Marchetti.
 Perfezionò in questi anni il proprio eccezionale temperamento, adatto a un repertorio assai vasto. Si dimostrò sensibile sia al nuovo teatro che agli autori romantici dell'Ottocento. Dopo essere uscita dalla compagnia della Duse entrò in quella di Ermete Zacconi, attore che come affermò la stessa Gramatica «ebbe assoluta influenza sullo svolgimento delle mie facoltà artistiche». Da qui iniziarono i grandi successi che portarono alla nascita della celeberrima Compagnia Talli-Gramatica-Calabresi.
Fu la prima Nennele in Come le foglie di Giuseppe Giacosa, Lisa in Dal tuo al mio di Giovanni Verga, Paolina in Sperduti nel buio di Roberto Bracco e soprattutto Mila di Codra nella Figlia di Iorio, che Gabriele D'Annunzio aveva scritto apposta per la Duse e che questa, ammalata, non poté portare sui palcoscenici. 
Di carattere scontroso e irritabile, e come ella stessa si autodefinì, «di indole severa», cercò sempre di essere avvicinata il meno possibile, ammettendo di detestare le interviste; ne provava una vera fobia e quasi sempre le rifiutò. 
Morì nella villa Giuseppina a Tavarnuzze il 14 ottobre 1962.

## Filmografia
- Sacrificio sublime, regia di Riccardo Tolentino (1915)
- Un avviso in quarta pagina, regia di Alberto Giovannini (1916)
- Porto, regia di Amleto Palermi (1935)
- Il fu Mattia Pascal, regia di Pierre Chenal (1937)
- L'orizzonte dipinto, regia di Guido Salvini (1941)
- I mariti (Tempesta d'anime), regia di Camillo Mastrocinque (1941)
- Sissignora, regia di Ferdinando Maria Poggioli (1941)
- Sorelle Materassi, regia di Ferdinando Maria Poggioli (1943)
- La primadonna, regia di Ivo Perilli (1943)
- Vivere ancora, regia di Nino Giannini e Leo Longanesi (1944)
- Lo sconosciuto di San Marino, regia di Michał Waszyński (1946)
- Incantesimo tragico (Oliva), regia di Mario Sequi (1951)

## Prosa radiofonica
- La nemica, di Dario Niccodemi, 26 aprile 1935
- Casa di bambola, di Henrik Ibsen, 1º maggio 1935
- La guardia alla luna, di Massimo Bontempelli, 9 dicembre 1935
- La vedova scaltra, di Carlo Goldoni, regia di Alberto Casella, 22 febbraio 1936.
- La roccia e i monumenti, di Rosso di San Secondo, regia di Alberto Casella, 29 febbraio 1936.
- Quella, di Cesare Giulio Viola, regia di Aldo Silvani, 23 giugno 1936.
- Tra vestiti che ballano, di Rosso di San Secondo, regia di Alberto Casella, 4 ottobre 1936.
- La porta chiusa, di Marco Praga, regia di Alberto Casella, 24 gennaio 1937.
- L'avventura terrestre, di Rosso di San Secondo, regia di Alberto Casella, 4 febbraio 1937.
- L'ombra, di Dario Niccodemi, regia di Alberto Casella, 19 giugno 1937.
- La nemica, di Dario Niccodemi, regia di Alberto Casella, 7 aprile 1938.
- Fiamme nell'ombra, di Enrico Annibale Butti, regia di Alberto Casella, 5 giugno 1938.
- Episodi da La nave, di Gabriele D'Annunzio, regia di Alberto Casella, 28 ottobre 1940.
- Congedo, di Renato Simoni, regia di Umberto Benedetto, il 12 febbraio 1952.
- La nemica, di Dario Nicodemi, regia di Guglielmo Morandi, trasmessa il 18 agosto 1952
- Tra vestiti che ballano, di Rosso di San Secondo, regia di Umberto Benedetto, 18 gennaio 1954.
- John Gabriel Borkman, di Henrik Ibsen, regia di Umberto Benedetto, 28 dicembre 1956.

## Scritti
- Nascita di Mila di Codra, in "Scenario", a. VII n. 4, aprile 1938, pp. 185–186
- Lui come i suoi lavori. Ci si scambiava le idee, in "La Fiera Letteraria", 26 giugno 1955
- Quando fui Mila, in "Il Dramma", a. XXXI, nuova serie, n. 225, giugno 1955, pp. 44–46
- Carteggio di Sabatino Lopez e Irma Gramatica, a cura di Guido Lopez, in "L'Osservatore Politico Letterario", a. IV n. 2, febbraio 1958
- Tutta qui la mia vita, in "Il Dramma", a. XXXVIII n. 309, giugno 1962, pp. 46–54